# Monte Catria, Monte Acuto
Monte Catria, Monte Acuto este o arie protejată (arie specială de conservare — SAC, sit de importanță comunitară — SCI) din Italia întinsă pe o suprafață de 8.746 ha, integral pe uscat.

## Localizare
Centrul sitului Monte Catria, Monte Acuto este situat la coordonatele 43°29′00″N 12°41′21″E / 43.4833°N 12.6893°E.

## Înființare
Situl Monte Catria, Monte Acuto a fost declarat sit de importanță comunitară în iunie 1995 pentru a proteja 1 specie de plante și 28 de specii de animale. Situl a fost protejat și ca arie specială de conservare în decembrie 2016.

## Biodiversitate
Situată în ecoregiunea continentală, aria protejată conține 16 habitate naturale: Pajiști uscate seminaturale și facies de acoperire cu tufișuri pe substraturi calcaroase (Festuco-Brometalia) (* situri importante pentru orhidee), Pante stâncoase calcaroase cu vegetație casmofită, Păduri ilirice de stejar și carpen (Erythronio-Carpinion), Pseudostepă cu ierburi și specii anuale de Thero-Brachypodietea, Râuri de munte și vegetația lor lemnoasă cu Salix elaeagnos, Formațiuni de Juniperus communis pe lande sau pajiști calcaroase, Pajiști alpine și subalpine calcaroase, Pajiști carstice calcaroase sau bazofile, de Alysso-Sedion albi, Păduri de fag din Apenini cu Taxus și Ilex, Galerii de Salix alba și de Populus alba, Grohotișuri calcaroase și de șisturi calcaroase de la nivelul montan până la nivelul alpin (Thlaspietea rotundifolii), Păduri de stejar alb estice, Roci stâncoase cu vegetație pionieră de Sedo-Scleranthion sau Sedo albi-Veronicion dillenii, Păduri de Quercus ilex și Quercus rotundifolia, Păduri pe pante, grohotișuri și ravene de Tilio-Acerion, Liziere de ierburi înalte hidrofile de câmpie și de nivel montan până la alpin.
La baza desemnării sitului se află mai multe specii protejate:
- plante (1): Himantoglossum adriaticum
- păsări (16): uliu păsărar (Accipiter nisus), pescăruș albastru (Alcedo atthis), acvilă de munte (Aquila chrysaetos), șorecarul comun (Buteo buteo), caprimulg (Caprimulgus europaeus), ciocănitoare pestriță mare (Dendrocopos major), șoim călător (Falco peregrinus), cinteză (Fringilla coelebs), sfrâncioc roșiatic (Lanius collurio), pitulice de munte (Phylloscopus collybita), pițigoi sur (Poecile palustris), Pyrrhocorax pyrrhocorax, mugurarul (Pyrrhula pyrrhula), aușel cu cap galben (Regulus regulus), turturică (Streptopelia turtur), sturzul de vâsc (Turdus viscivorus)
- amfibieni (2): Salamandrina terdigitata, Triturus carnifex
- mamifere (3): lupul (Canis lupus), liliacul mediteranean cu potcoavă (Rhinolophus euryale), liliacul mare cu potcoavă (Rhinolophus ferrumequinum)
- nevertebrate (4): Austropotamobius pallipes, croitorul mare al stejarului (Cerambyx cerdo), rădașcă (Lucanus cervus), Rosalia alpina
- pești (3): Cobitis bilineata, zglăvoacă (Cottus gobio), salmo cettii (Salmo cetti)

Pe lângă speciile protejate, pe teritoriul sitului au mai fost identificate 50 de specii de plante, 6 specii de păsări, 3 specii de amfibieni, 3 specii de mamifere, 1 specie de pești, 9 specii de reptile.